# Włodzimierz Zajączkowski (geolog)
Włodzimierz  Zajączkowski (ur. w 1935 w Moskwie, zm. 7 sierpnia 1988 w Krakowie) – polski geolog, specjalista geologii złóż surowców mineralnych, a zwłaszcza złóż uranu, oraz geologii gospodarczej.

## Życiorys
W dzieciństwie rozłączony z matką, która była deportowana na Kołymę. W czasie wojny pracował jako pastuch kołchozowy w środkowej Rosji. Po wojnie odnaleziony przez matkę przyjechał z nią do kraju. Wkrótce potem z matką pojechał do Paryża, gdzie matka pracowała w polskiej placówce dyplomatycznej.
Po kolejnym powrocie do kraju i ukończeniu szkoły średniej został skierowany na studia do Związku Radzieckiego. Studiował w Uralskim Instytucie Górniczym w Swierdłowsku, na Wydziale Geologiczno-Poszukiwawczym.
Po studiach rozpoczął pracę w Zakładzie Pierwiastków Rzadkich i Promieniotwórczych Instytutu Geologicznego Centralnego Urzędu Geologii. W tym czasie polscy geolodzy przejmowali poszukiwania uranu od radzieckiego przedsiębiorstwa „Kuźnieckie Rudniki” z siedzibą w Kowarach.
W 1961 skorzystał z okazji zapoznania się z nowoczesnymi metodami poszukiwania uranu we Francji, w ramach stażów naukowych organizowanych dla młodych pracowników nauki przez Commisariat à l’Energie Atomique. Jego 6-miesięczny staż obejmował najpierw szkolenie w Razès koło Limoges, a następnie praktykę w głównych francuskich ośrodkach poszukiwań i wydobycia uranu (Wandea, Morgan, Forez).
Po zakończeniu stażu powrócił do Instytutu Geologicznego w Warszawie, gdzie prowadził poszukiwania złóż rud uranu metodami geochemicznymi na terenie Pogórza Izerskiego i Gór Bystrzyckich. Wykryte w rejonie Jeziora Złotnickiego koło Gryfowa Śląskiego anomalie uranowe rozpoznawał wierceniami. W 1965 uzyskał stopień doktora nauk przyrodniczych na podstawie pracy Geochemiczne podstawy poszukiwań złóż uranu na tle niektórych jego koncentracji w Sudetach.
W końcu grudnia 1966 wyjechał z ramienia PHZ Polservice do Republiki Nigru. W ciągu dwu lat zorganizował tam służbę geologiczną. Jednocześnie podjął poszukiwania surowców mineralnych w masywie Liptako, położonym w pobliżu stolicy Nigru – Niamey. Rozpoczęte przez niego badania geochemiczne kontynuowane były przez międzynarodową ekipę Programu Rozwoju ONZ (UNDP). Koordynował współpracę Nigru z geofizyczną firmą kanadyjską wykonującą zdjęcia geofizyczne masywu Liptako. Z ramienia rządu zachęcał też międzynarodowe organizacje i prywatne firmy do podjęcia w Nigrze poszukiwań złóż surowców mineralnych i organizował współpracę Republiki Nigru z innymi krajami afrykańskimi w zakresie geologii. Na Międzynarodowym Kongresie Geologicznym w Montrealu, w 1972, przedstawił problemy geologii w krajach trzeciego świata.
W ciągu około 10 lat pracy Zajączkowskiego w Nigrze przebadano tam mineralizację Cu-Mo typu złóż porfirowych w Kurki, mineralizację Cu w metamorficznych łupkach serii Gourma, złoto rozsypiskowe koło Maradi oraz górnoproterozoiczne fosforyty w okolicach Gaya. Rządząca w Nigrze Najwyższa Rada Wojskowa nadała mu w uznaniu zasług stopień Kawalera Orderu Narodowego Nigru.
W 1975 Zajączkowski powrócił do Instytutu Geologicznego, do Zakładu Współpracy z Zagranicą. Z jego ramienia wyjechał po paru miesiącach do Algierii z ekipą mającą określić perspektywy poszukiwań złóż soli potasowych w tym kraju.
W 1978 wyjechał do Maroka. Został tam pracownikiem Ministerstwa Energii i Górnictwa w Rabacie. Mimo dość ograniczonych możliwości działania, był organizatorem i współwykonawcą poszukiwań złóż Pb-Zn w obszarze Pays des Horsts. Prowadził też poszukiwania geochemiczne i szlichowe na obszarze Antyatlasu.
W końcu lipca 1988 powrócił do kraju. W kilka dni po powrocie zmarł nagle w Krakowie. Jest pochowany na cmentarzu na Salwatorze.